# Relations entre le Botswana et l'Inde
Les relations entre le Botswana et l'Inde sont les relations bilatérales de la république du Botswana et de la république de l'Inde. L'Inde a reconnu le Botswana peu après l'indépendance de ce dernier en 1966 et a ouvert une ambassade à Gaborone en 1987. Le Botswana a ouvert son ambassade à New Delhi en 2006.

## Diplomatie
Le président du Botswana, Festus Mogae, s'est rendu en Inde à deux reprises, en mai 2005 et en décembre 2006. Lors de la seconde visite, l'Inde a accepté de fournir une ligne de crédit de 20 millions de dollars et une aide non remboursable de 50 millions de dollars pour développer les secteurs de la santé et de l'éducation du Botswana. Les deux nations ont signé plusieurs accords relatifs au commerce bilatéral, à la fiscalité, aux échanges culturels, à la science et à la technologie. Le Botswana fait également partie du projet de réseau électronique panafricain de l'Inde. En septembre 2014, les deux parties ont conclu un accord en vertu duquel l'armée indienne assurera la formation des forces de défense botswanaises.
Les citoyens du Botswana peuvent bénéficier de bourses d'études dans le cadre du programme indien de coopération technique et économique et du Conseil indien des relations culturelles (en),.

## Relations économiques
Le commerce bilatéral entre le Botswana et l'Inde s'est élevé à 1,1 milliard de dollars US en 2014-15. Le principal produit de base importé par l'Inde en provenance du Botswana est le diamant. Les principaux produits exportés par l'Inde vers le Botswana sont des articles manufacturés, des métaux, des machines et équipements, du fil de coton, des tissus, des vêtements prêts à porter, des produits pharmaceutiques et du matériel de transport.
Les importantes réserves de diamants du Botswana présentent un grand intérêt pour l'industrie diamantaire indienne, en particulier à Surate, qui est un centre important pour la taille et le polissage des diamants bruts. Les sociétés indiennes Shrenuj, Blue Star et KGK Diamonds ont des bureaux et des usines au Botswana. En 2008, l'Institut indien du diamant (en) a signé un accord avec le gouvernement du Botswana pour établir un Institut Inde-Afrique du diamant dans le pays. L'institut sera doté d'un personnel enseignant indien qui dispensera des cours sur la taille, le polissage et le classement des diamants ainsi que sur la fabrication de bijoux,.
Jindal Steel & Power Limited (JSPL) a acquis la société canadienne CIC Energy, qui est impliquée dans l'extraction du charbon et la production d'électricité au Botswana. JSPL a l'intention d'établir deux centrales électriques au charbon de 300 MW dans les zones des blocs de charbon de Mmamabula (en) où d'énormes gisements de charbon ont été découverts.
Le Botswana a ouvert un bureau commercial appelé Botswana Export Development and Investment Authority (BEDIA) à Bombay en 2010. Le bureau a ensuite été rebaptisé « Centre d'investissement et de commerce du Botswana » (BITC). À la suite d'une réunion entre le BITC et le CII en juillet 2010, le ministre adjoint du commerce et de l'industrie du Botswana, Maxwell Motowane, a déclaré que « le Botswana a trouvé l'environnement commercial indien compatible et cherche à bénéficier d'une expertise dans des domaines tels que les technologies de l'information, les soins de santé, les transports et l'éducation ».
La Bank of Baroda a commencé à opérer au Botswana en 2001. La Bank of India a ouvert sa première succursale dans le pays à Gaborone le 9 août 2013, et la State Bank of India a ouvert une succursale dans la même ville le 26 novembre 2013.

## Indiens au Botswana
En 2016, on estime que 7 000 à 8 000 résidents du Botswana sont d'origine indienne, dont 3 000 à 4 000 sont des citoyens du Botswana. La plupart des Indiens sont employés dans le commerce de détail, l'industrie, l'enseignement et la comptabilité. Les émigrants indiens au Botswana viennent principalement des États du Gujarat, du Kerala, de l'Andhra Pradesh et du Tamil Nadu.
Bien qu'aucune personne d'origine indienne n'ait jusqu'à présent remporté d'élection au Parlement du Botswana, une personne est devenue membre désigné.